# Буга, Андрей Спиридонович
Буга Андрей Спиридонович (1744 или вторая половина 1743, Химара, Османская империя (ныне Албания) — 22 апреля 1829 (4 мая 1829), Ильичевск, Российская империя) — подполковник Российской императорской армии греческого происхождения, активный участник антитурецких кампаний России.

## Биография
Андрей Спиридонович Буга родился в 1744 или во второй половине 1743 года в Химаре, принадлежавшем тогда Османской империи (ныне входит в состав албанского округа Влёра) в греческой семье. Его фамилия происходит от греческого слова «бга», что означает «бык» или «бугай» и идентично по смыслу татарскому слову «бугха», которое обычно присуждается как прозвище крупному и сильному мужчине. Проживавшая в городе община славилась своими меткими стрелками, благодаря чему османы даровали им некоторые привилегии, в частности фиксированную налоговую ставку и возможность ношения оружия. Вместе с субэтнической группой православных албанцев — арванитами — они входили в состав и составляли из себя костяк и основу так называемых «арнаутских отрядов» Османской и «албанских» или «греческих» войск Российской империй. Они выделялись своим презрением к страху и любовью к родине.
Андрей Буга был образованным полиглотом: помимо греческого и русского языков он знал итальянский, молдавский и албанский. Ранний период его жизни, проходивший на территории Османской Греции, известен благодаря составленным с его слов в 1806 и 1809 годах послужным спискам Греческого батальона. Впервые он принял участие в войнах Турции и России в ходе войны 1768—1774 годов, когда прибыл из Албании на место базирования Российского императорского флота в Средиземноморье — располагавшийся на острове Порос порт Ауза в составе вооружённого за собственные сбережения отряда из 30 «албанцев». Группа стала частью отряда под командованием Константина Чапони, что располагался на корабле «Три иерарха», флагмане Средиземноморских сил Российской империи под командованием и флагом графа А. Г. Орлова, 16 февраля 1773 года. 10 августа он получил звание прапорщика, которое было первым офицерским званием на Российском императорском флоте, что, по мнению историков Сапожникова и Аргатюка, говорит о том, что находясь в Турции он всё же проходил военную службу на османском флоте: тогда иностранцев брали на службу в России с потерей одного чина. Буга служил на русском корабле всю войну, сражаясь во множестве сражений, из которых называется лишь два, состоявшиеся в июле-августе того же года: при крепостях Бодрум и Станчио (ныне остров Кос) в ходе Первой Архипелагской экспедиции русского флота. Отдельно «албанские» десантники отличился в первом из них, когда были захвачены три судна, уничтожено много продовольствия и один фрегат и убито до 300 турок. Вторая же битва, длившаяся с 5 по 7 августа 1773 года, окончилась для русской армии поражением, когда туркам удалось отбить направленный на остров десант.
С 1794 года проживал в Хаджибее (нынешняя Одесса). Меценат.
Основатель Буговых хуторов (с 1927 г. — Ильичевские хутора), на землях которых расположена значительная часть города ныне Черноморска (ранее Ильичевска). Идейный меценат и основатель Свято-Успенской церкви в посёлке Александровка (год основания −1814). Владел крупным доходным домом в Одессе на улице Ришельевской в начале 1820-х годов.
Воинский чин — подполковник. Участник 12 крупных военных кампаний, 40 лет военного стажа.
Умер в 1829 году. Место захоронения — одно из кладбищ Буговых хуторов (ныне Приморский парк города Черноморска).